# دراهنوویتسه
دراهنوویتسه (به چکی: Drahňovice) یک منطقهٔ مسکونی در جمهوری چک است که در ناحیه بنشوو واقع شده‌است. دراهنوویتسه ۸٫۱۷ کیلومتر مربع مساحت و ۶۳ نفر جمعیت دارد.